# 1974 en Norvège
Chronologie de la Norvège
- 1970
- 1971
- 1972
- 1973
- 1974
- 1975
- 1976
- 1977
- 1978

Cet article présente les faits marquants de l'année 1974 en Norvège ou relatifs à la Norvège.

## Gouvernance
- Olav V est roi de Norvège.
- Trygve Bratteli dirige le gouvernement.

## Sport
- La saison 1974 du Championnat de Norvège de football était la 12e édition de la première division norvégienne à poule unique, la Tippeligaen. Les 12 clubs jouent les uns contre les autres lors de rencontres disputées en matchs aller et retour.

## Culture
- Bobbys krig est un film norvégien réalisé par Arnljot Berg, sorti en 1974.
- Edvard Munch, la danse de la vie est un film de Peter Watkins sorti en 1974.

## Naissances
- Naissance en Norvège en 1974

## Décès
- Décès en Norvège en 1974